# КС-1 Комета
КС-1 (скор. від "Комета-снаряд" або виріб "Б", індекс ГРАУ - 4К87, за класифікацією МО США і НАТО — AS-1 "Kennel") — перша радянська авіаційна протикорабельна крилата ракета.

## Історія створення
8 вересня 1947 року вийшла Постанова Ради Міністрів СРСР № 3140-1028 про проведення НДДКР, в ході яких передбачалося створити протикорабельні літаки-снаряди з дальністю стрільби 100 км.
Як носій цієї зброї передбачалося використовувати сучасний бомбардувальник Ту-4. Спеціально для роботи над керованими ракетами було створено Спеціальне бюро № 1 (СБ-1, з 1950 року мав назву КБ-1).
Ескізний проект розпочато постановою уряду від 25 березня 1949 року. У ході створення ракети для відпрацювання систем широко використовувалися літаки-дублери серії МІГ на базі серійних винищувачів МіГ-9, МіГ-15 та МіГ-17. З винищувачів знімали озброєння, встановлювали систему наведення для КС-1 та іншу апаратуру. Керовані льотчиками-випробувачами вони імітували політ ракети після скидання з літака-носія. 3 листопада 1949 року ОКБ-155 пред'явило новий ескізний проект літака-снаряда, він був дуже схожий на зменшену копію серійного винищувача МіГ-15. Основною відмінністю літака-снаряда від винищувача було крило малої площі з дуже великим на той час кутом стріловидності - 57,5 °.
На першому етапі польоту ракети бортова система управління утримувала її всередині променя станції наведення (з урахуванням показань барометричного висотоміра). Зазвичай висота польоту становила 400 м над поверхнею води, а швидкість 1060—1200 км/г . При підльоті до мети на відстань 10-20 км бортовий радіолокатор ракети К-2 захоплював промінь станції наведення К-1, після чого управління «Комети» переходило в режим самонаведення.
Перший політ пілотованого прототипу «К» був виконаний 4 січня 1951 року.  
Перше скидання прототипу з-під носія Ту-4К відбулося у травні 1951 року.  
Всього для відпрацювання ракети було виготовлено чотири екземпляри прототипу: К-1, К-2, К-3 та К-4. 
Після проведення 150 пілотованих польотів у травні 1952 року на базі 71 полігону було розпочато безпілотні пуски.  
КС-1 запускався з борту Ту-4К. 
21 листопада 1952 року було проведено останній випробувальний пуск на морському полігоні у Феодосії.
У 1953 році "Комета" була офіційно прийнята на озброєння, хоча в серію запущена роком раніше.
З серпня 1954 року проводилися випробування ракети в комплексі з Ту-16КС як її носій. У 1955 році цей комплекс було прийнято на озброєння. 
У 1956 - 1957 роках було проведено заходи щодо поліпшення ТТХ ракети.
У першій половині 1960-х років було розпочато заміну експлуатації КС-1 на більш досконалі типи ракет КСР-2 і КСР-11 з відповідним доопрацюванням її ракетоносіїв Ту-16КС до модифікацій Ту-16К-11-16 і Ту-16К-16. 
Остання КС-1 була виведена з експлуатації в 1969 році.

## Модифікації

### КСС

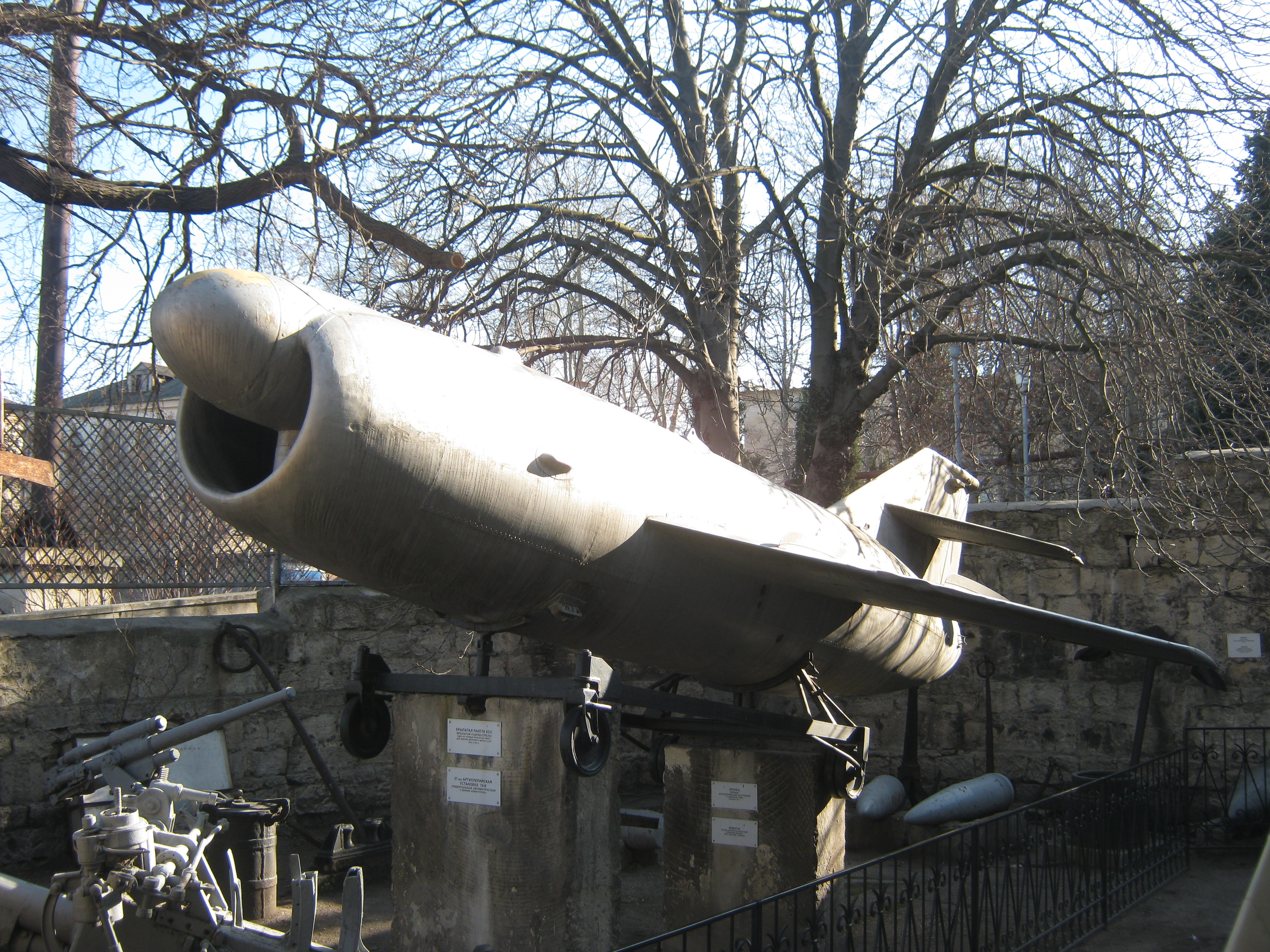
Ракета КСС з експозиції музею Чорноморського флоту у Севастополі

КСС («Комета - літак-снаряд») - протикорабельний ракетний комплекс, яким передбачалося оснастити крейсера проекту 67 . Ракета аналогічна береговому комплексу С-2 "Сопка", але з меншою дальністю - 40 км. На озброєння не приймався, комплексом було оснащено лише експериментальний крейсер «Адмірал Нахімов», перебудований за проектом 67-ЕП. Роботи з крейсерів проекту 67 припинено постановою Ради Міністрів СРСР від 4 липня 1957 року, «Адмірал Нахімов» роззброєний 28 липня 1960 року. Основні причини: «слабкість» ракети для крейсерів водотоннажністю 18 000 тонн і негативне ставлення Хрущова Н. С. до важких кораблів.

### «Стріла»
"Стріла" - комплекс наземного стаціонарного базування з крилатою ракетою, створеною на базі "Комети" шляхом встановлення на неї твердопаливного реактивного прискорювача СПРД-15. Розробку комплексу з ПУ в стаціонарних захищених укриттях було розпочато 1954 року. Зважаючи на ідентичність ракет, у 1960-х роках «Стрілу» найчастіше називали комплексом «Сопка».

### С-2 «Сопка»

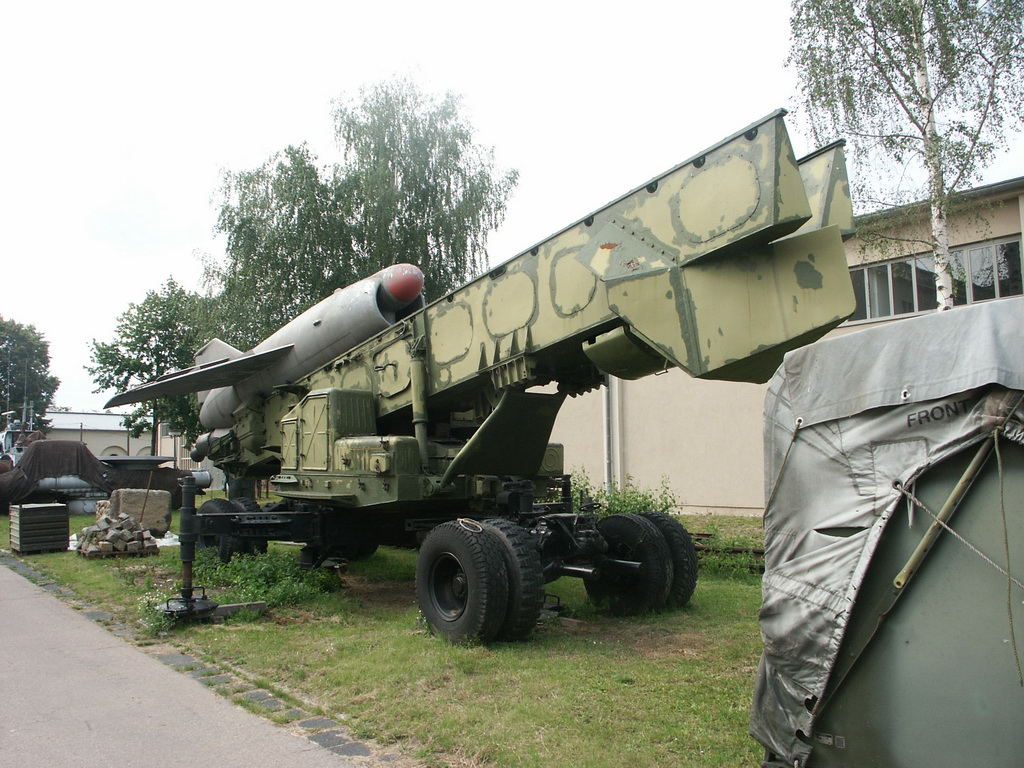
С-2 «Сопка» на ПУ у військово-історичному музеї Дрездена

С-2 "Сопка" (індекс ГРАУ: 4К87, код НАТО: SSC-2B "Samlet" ) - рухомий береговий протикорабельний ракетний комплекс наземного базування з крилатою ракетою, створеною на базі "Комети" шляхом установки на неї твердопаливного реактивного прискорювача СПРД-15. Розробка велася за ухвалою РМ СРСР № 2004-1073 від 1 грудня 1955 року. На озброєння прийнято наказом головнокомандувача ВМФ СРСР від 19 грудня 1958 року. У серпні 1962 року в рамках операції «Анадир» на Кубу було доставлено окремий береговий ракетний полк ЧФ, всього 4 дивізіони по 2 пускові установки і 8—10 ракет у кожному дивізіоні. У 1973 році застосовувався в ході четвертої арабо-ізраїльської війни.

#### ФКР-1

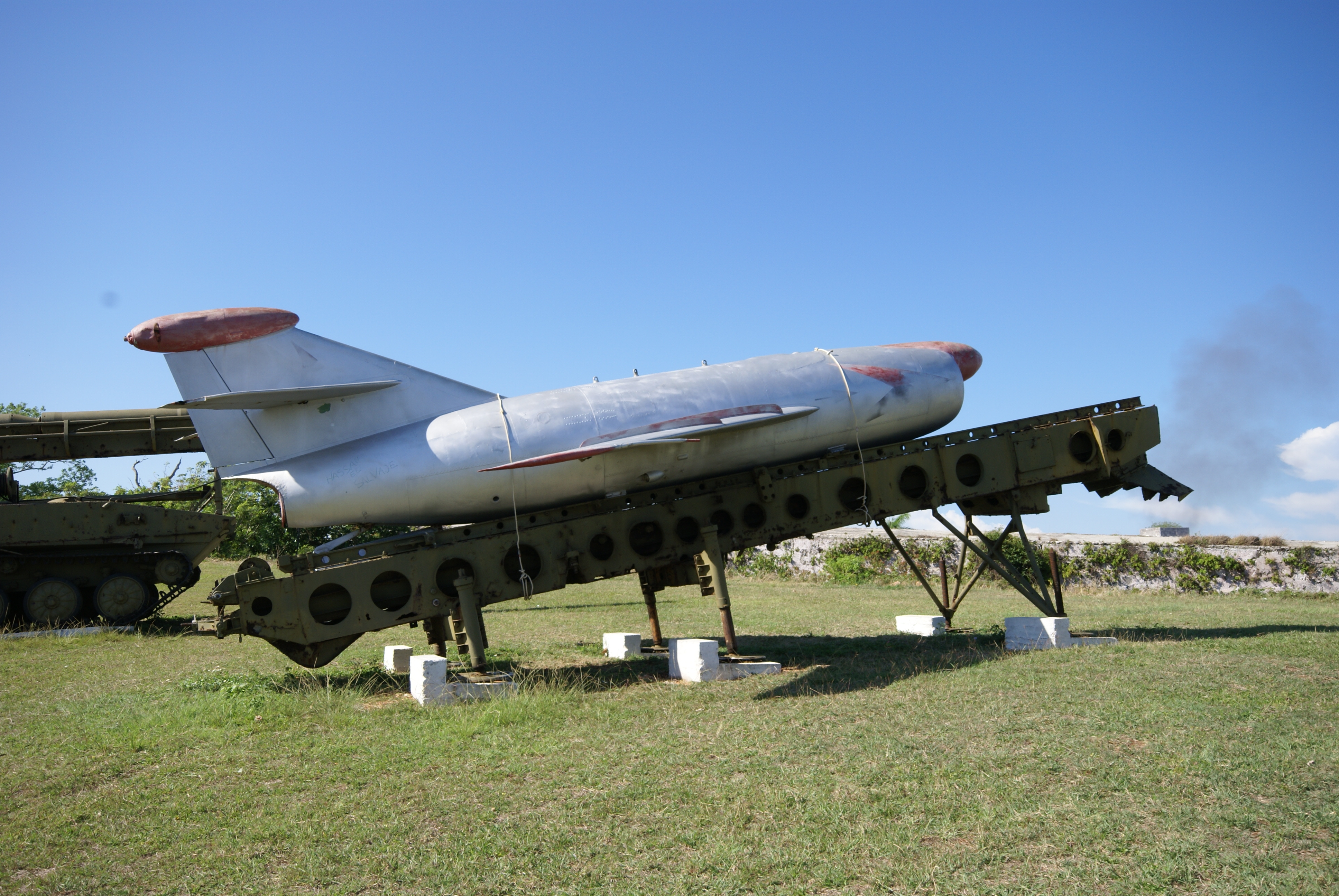
ФКР-1 на напрямній у Гаванській військовій експозиції, присвяченій Кубинській кризі.

ФКР-1 («фронтова крилата ракета», також «виріб КС-7») - крилата ракета наземного базування, створена на базі ракети комплексу С-2 «Сопка» і призначена для завдання ударів (у тому числі ядерних) за наземними цілями у тактичній глибині на дистанціях до 125 км. КВО становило 500 м. Розробка розпочата постановою Ради Міністрів СРСР №864-372 від 11 травня 1954 року. Прийнято на озброєння ВПС постановою РМ № 320-154 від 3 березня 1957 року. На озброєнні одного полку ВПС було 20 ракет ФКР-1. Під час Карибської кризи восени 1962 року на Кубу було доставлено два полки ФКР-1 по 8 ПУ в кожній та 80 бойових частин у ядерному спорядженні для ракет. Знято з озброєння наприкінці 1960-х років.

## Тактико-технічні характеристики
- Довжина: 8,29 м
- Діаметр: 0,92 м
- Висота ракети: 1,2 м
- Розмах крила: 4,77 м
- Стартова маса: 2760 кг
- Швидкість польоту: М = 0,9
- Дальність стрільби: 90 км
- Система наведення: напівактивна (підсвічування з літака-носія)
- Маса бойової частини: до 600 кг
- Двигун: ТРД РД-500К
- Паливо: гас ТС, Т-1
- Літак-носій: Ту-4К, Ту-16КС

## Експлуатація
У червні 1953 року в Криму на аеродромі «Гвардійське» було сформовано спеціальну навчально-тренувальну частину для освоєння ракети. Перший пуск стройовим екіпажем було виконано у грудні 1953 року. Директивою ГШ ВМФ від 30.08.1955 на базі частини було сформовано 124 ТБАП ДД авіації ЧФ (з 1957 року – МТАП ДД). У складі полку були літаки Ту-4КС та літаки-імітатори СКД-5, створені на базі серійного МіГ-17. Літаки-імітатори широко застосовувалися при тренуваннях екіпажів та дозволяли зберегти бойові ракети. Були створені літаки СКД-7 та СКД-15, які, як і «виріб К», широко застосовувалися під час тренувань. Деякий час на кожному аеродромі ракетоносців існували загони літаків-імітаторів.
Два снаряди КС-1 підвішувалися на балочні тримачі під крилами бомбардувальника Ту-4К, оснащеного бортовим РЛС К-1М "Кобальт-M". РЛС носія виявляла ціль і переходила в режим автосупроводу. Під час підльоту до мети на віддаленні до 90 км і швидкості не більше 360 км/год проводився пуск ракети. Ракета просідала вниз, одночасно розганяючись і йдучи вперед, потрапляючи в радіопромінь наведення на ціль. Сам літак-носій зменшував свою швидкість до 320 км/год і продовжував підсвічувати мету до її поразки. ГСН ракети захоплювала сигнал з відривом 20—30 км від мети, і ракета переводилася у режим самонаведення.
У 1955 році було проведене пробне бойове чергування у складі Північного флоту СРСР, із виконанням загалом 40 пусків.
Ракетна система «Комета» не була позбавлена недоліків, але найвагомішим був, звичайно, поршневий Ту-4, що застарівав. З 1953 року розпочалося серійне будівництво реактивних бомбардувальників Ту-16, на базі якого було вирішено створити ракетоносець Ту-16КС з доопрацьованим комплексом управління та РЛС «Кобальт-2M». Перший літак Ту-16КС був готовий до випробувань уже у серпні 1954 року. Загалом Казанський завод №22 побудував 107 екземплярів Ту-16КС. У червні 1957 року перші ракетоносці почали надходити до авіації Чорноморського флоту СРСР.
У 1958 році було проведено низку доробок системи: збільшення запасу палива підвищило дальність польоту ракети, а зміни в системі запуску двигуна ракети - висотність її застосування. Встановили радіовисотомір . З 1961 року комплекс доопрацьовувався установкою завадостійкої апаратури наведення (РЕБ).
Поступово Ту-16КС стали переобладнати під досконаліші ракети. Так, починаючи з 1962 року, 65 літаків Ту-16 пройшли доопрацювання під систему К-11-16. До кінця 1960-х років «Комети» були повністю витіснені більш досконалими зразками ПКР .
На початку 1950-х років, під час Корейської війни, на засіданні Політбюро ЦК КПРС розглядалося питання про застосування перших 50 серійних ракет по американським авіаносним з'єднанням біля берегів Кореї, для чого передбачалося використовувати два полки Ту-4. Технічно це було можливо виконати, але пропозиція була відхилена через побоювання переростання локальної війни у світову з непередбачуваними наслідками.